# الغواصة الألمانية يو-847
غواصة يو-847 غواصة يو بوت ألمانية من الفئة التاسعة دي2 بنيت لسلاح بحرية ألمانيا النازية كريغسمارينه، في أحواض بناء السفن والآلات الألمانية وإيه جي فيزر في بريمن خلال الحرب العالمية الثانية. أبحرت يو-847 في 29 يوليو 1943 ولكن تضررت بسبب الجليد في مضيق الدنمارك وتم تحويل وقودها ظغلى الغواصات الأخرى في شمال الأطلسي قبل أن تغرق من طائرات مطلقة من على متن إس إس جارد في 27 أغسطس.